# Артс, Майкел
Майкел Артс (нидерл. Maikel Aerts; 26 июня 1976, Эйндховен, Нидерланды) — нидерландский футбольный вратарь, завершивший игровую карьеру.

## Карьера
Майкел Артс пришёл в большой футбол из академии ПСВ, откуда в 1994 году его продали в «Ден Босх». 5 ноября 1994 года состоялся его дебют в большом футболе. В 1997 году был пойман на кокаине, из-за чего пропустил весь сезон. В сезоне 1998/99 Артс завоевал место первого голкипера в клубе. Во многом благодаря его игре команда смогла пробиться в Эредивизи, однако закрепиться там не сумела и вылетела после одного сезона.
В сезоне 2001/02 Майкел перешёл в бельгийский «Жерминаль», где однако не заиграл и в следующем сезоне вернулся в Нидерланды в клуб «Розендал». Дебют за новый клуб состоялся 16 августа 2002 года в поединке против «Зволле», который закончился вничью 1:1. Три сезона Майкел считался основным голкипером клуба, чем привлёк внимание «Фейеноорда», куда он и перешёл в июле 2005 года. Место основного вратаря он завоевать не смог, проиграв борьбу завершающему в том году свою карьеру известному нидерландскому голкиперу Патрику Лодевейксу. Дебют за «Фейеноорд» состоялся 23 октября 2005 года в гостевом поединке восьмого тура против «Валвейка», который закончился поражением со счётом 1:2.
В январе 2007 года Майкел был отдан в аренду в «Виллем II», за который дебютировал 3 февраля 2007 года в гостевом поединке против «Хераклеса», который закончился вничью со счётом 2:2. После окончания сезона «Виллем II» выкупил его трансфер. Став официально игроком этой команды, Артс получил травму руки и выбыл до зимы, после чего вернулся и занял место основного голкипера на три сезона.
3 июня 2010 года он подписал двухлетний контракт с «Гертой», которая вылетела во Вторую Бундеслигу. В команде он стал основным голкипером, заменив ушедшего Ярослава Дробны. Дебют за «Герту» состоялся 20 августа 2008 года в домашнем поединке первого тура против команды «Рот-Вайсс» из города Оберхаузен, который завершился победой берлинцев со счётом 3:2.

## Личная жизнь
Майкел племянник трёхкратного чемпиона К-1 Гран При, чемпионата среди кикбоксеров К-1, Петера Артса.